# Ludvík Bohman
Ludvík Bohman (né le 17 mars 1973) est un athlète tchèque, spécialiste du 100 m. 
Il a participé aux Championnats d'Europe d'athlétisme 1998, en étant éliminé en séries sur 100 m et le relais 4 × 100 m.
Il est le fils de Luděk Bohman.